# Xiuhtezcatl Martinez
 (décembre 2021).
La mise en forme du texte ne suit pas les recommandations de Wikipédia : il faut le « wikifier ».
Les points d'amélioration suivants sont les cas les plus fréquents. Le détail des points à revoir est peut-être précisé sur la page de discussion.
- Les titres sont pré-formatés par le logiciel. Ils ne sont ni en capitales, ni en gras.
- Le texte ne doit pas être écrit en capitales (les noms de famille non plus), ni en gras, ni en italique, ni en « petit »…
- Le gras n'est utilisé que pour surligner le titre de l'article dans l'introduction, une seule fois.
- L'italique est rarement utilisé : mots en langue étrangère, titres d'œuvres, noms de bateaux, etc.
- Les citations ne sont pas en italique mais en corps de texte normal. Elles sont entourées par des guillemets français : « et ».
- Les listes à puces sont à éviter, des paragraphes rédigés étant largement préférés. Les tableaux sont à réserver à la présentation de données structurées (résultats, etc.).
- Les appels de note de bas de page (petits chiffres en exposant, introduits par l'outil «  Source ») sont à placer entre la fin de phrase et le point final[comme ça].
- Les liens internes (vers d'autres articles de Wikipédia) sont à choisir avec parcimonie. Créez des liens vers des articles approfondissant le sujet. Les termes génériques sans rapport avec le sujet sont à éviter, ainsi que les répétitions de liens vers un même terme.
- Les liens externes sont à placer uniquement dans une section « Liens externes », à la fin de l'article. Ces liens sont à choisir avec parcimonie suivant les règles définies. Si un lien sert de source à l'article, son insertion dans le texte est à faire par les notes de bas de page.
- La présentation des références doit suivre les conventions bibliographiques. Il est recommandé d'utiliser les modèles {{Ouvrage}}, {{Chapitre}}, {{Article}}, {{Lien web}} et/ou {{Bibliographie}}. Le mode d'édition visuel peut mettre en forme automatiquement les références.
- Insérer une infobox (cadre d'informations à droite) n'est pas obligatoire pour parachever la mise en page.

Pour une aide détaillée, merci de consulter Aide:Wikification.
Si vous pensez que ces points ont été résolus, vous pouvez retirer ce bandeau et améliorer la mise en forme d'un autre article.
Pour les articles homonymes, voir Martinez.
Xiuhtezcatl Roske-Martinez ( /tʃuːtɛzkɔːt / ; né le 9 mai 2000), également connu sous l'initiale X, est un activiste écologiste et musicien hip hop américain,. Martinez a été le directeur jeune de Earth Guardians, une organisation environnementale mondiale, jusqu'à 2019.
Martinez est l'un des 21 plaignants impliqués dans Juliana c. États-Unis, un procès intenté contre le gouvernement américain pour ne pas avoir agi sur le changement climatique. Le procès a été déposé en 2015. En novembre 2016, un tribunal fédéral a rejeté la décision du gouvernement de rejeter l'affaire. Martinez est aussi l'un des sept plaignants dans le procès Martinez c. Colorado Oil and Gas Conservation Commission; c'est un procès au niveau de l'état, similaire à Juliana c. États-Unis.

## Famille
Martinez est né au Colorado, mais il déménage au Mexique à ses débuts. Depuis 2019, il vit avec sa famille à Boulder, Colorado puis à Portland, Oregon. Sa mère, Tamara Roske, est l'une des fondatrices du Earth Guardian Community Resource Center, un lycée de Maui, Hawaï, et elle est directrice exécutive de Earth Guardians jusqu'à mai 2021. Martinez a quatre frères et sœurs. Son père, Siri Martinez, est d'origine aztèque, et il a élevé ses enfants dans la tradition du Mexica (un des peuples indigènes du Mexique). Sa famille lui a appris la connaissance traditionnelle de l'individu comme faisant partie d'un tout plus grand et des liens entre tous les aspects du monde naturel. Par conséquent, Martinez voit l'abus de la nature comme «la rupture d'un système fragile et vénéré» .

## Activisme

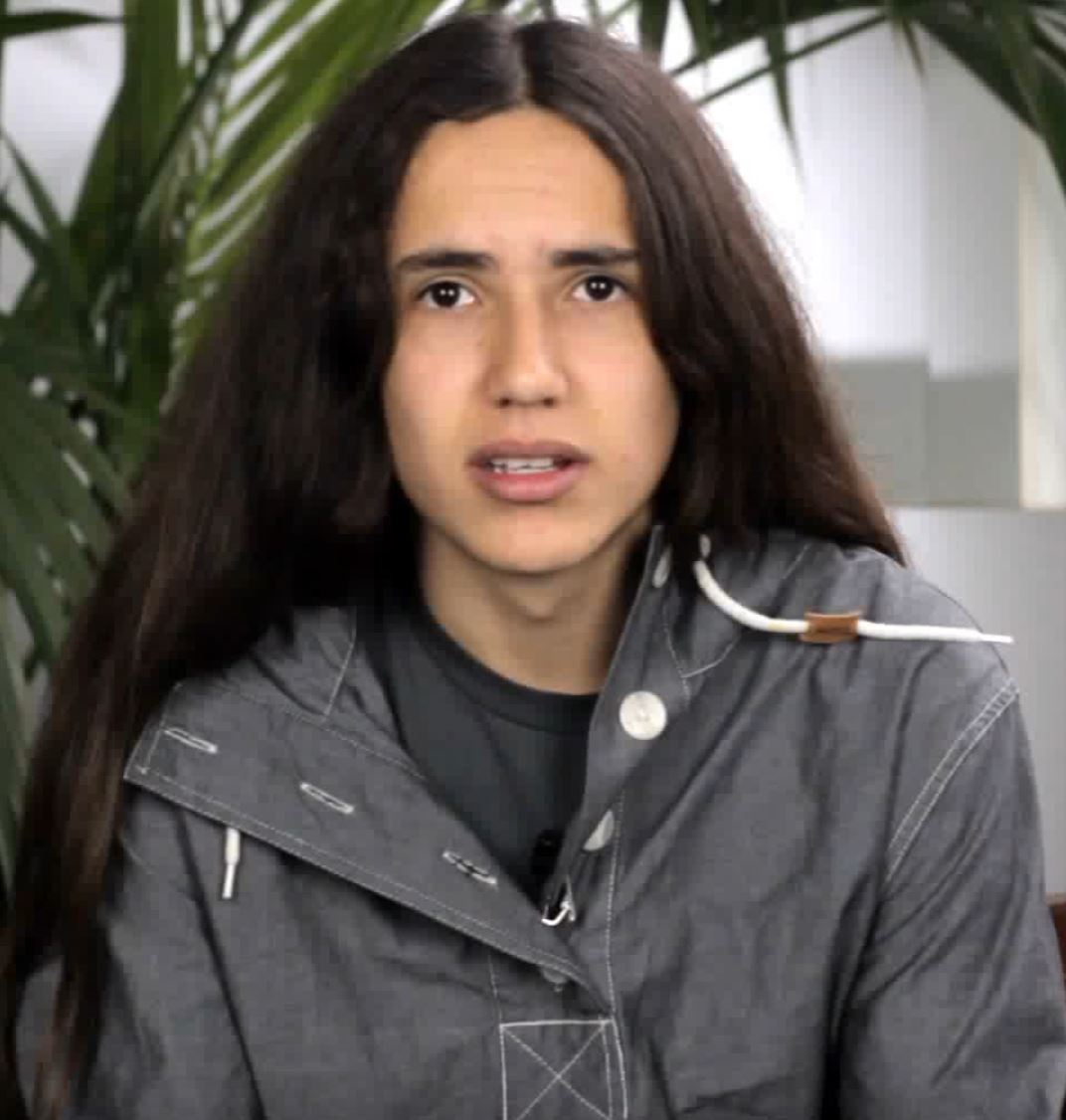
Xiuhtezcatl Martinez en 2016

Alors qu'il est adolescent, Martinez prononce trois discours TED et est invité à s'exprimer devant les Nations unies sur la politique environnementale . En juin 2015, il s'exprime, à l'âge de 15 ans, sur le changement climatique en anglais, espagnol et nahuatl devant l'Assemblée générale des Nations unies. Martinez pousse à une action climatique immédiate, disant: «Ce qui est en jeu actuellement, c'est l'existence de ma génération.»,.
La même année, il concourt avec de jeunes musiciens du monde entier, avec de la musique autoproduite "pour inspirer les négociations" à la Convention-cadre des Nations Unies sur les changements climatiques avec leur musique. La production de Martinez, "Parlez pour les arbres", est choisie comme le gagnant du prix du jury,.
Martinez affirme que l'éducation et les jeunes sont les pièces clés des mouvements pour des changements sociaux et environnementaux: «Les marches dans les rues, les changements de mode de vie n'ont pas été suffisants donc quelque chose de drastique doit se produire. Le changement dont nous avons besoin ne viendra pas d'un politicien, d'un orang-outan en poste, il viendra de quelque chose qui a toujours été le moteur du changement - le pouvoir des gens, le pouvoir des jeunes». Dans un entretien avec Bill Maher en 2016, en répondant à la critique que les jeunes abusent de la technologie, Martinez remarque que la technologie réunit les gens également pour se concentrer sur des préoccupations communes: «Je pense que c'est un outil important que nous avons pour réseauter et communiquer avec les gens. Les médias sociaux et la technologie - c'est soit une chute et une distraction pour notre génération, soit un outil puissant que nous pouvons utiliser.»

### Earth Guardians
Earth Guardians est une organisation activiste environnementale que la mère de Martinez, Tamara Roske, fonde en 1992, se concentrant sur les questions environnementales. Martinez en est le directeur de la jeunesse jusqu'à 2019. Ensuite, il devient le co-directeur avec Marlow Baines, qui prend le poste du directeur en 2020,,,. La mission des Earth Guardians est d'«inspirer et former divers jeunes à être des leaders efficaces dans les mouvements environnementaux, climatiques et de justice sociale. Grâce à la puissance de l'art, de la musique, de la narration, de l'engagement civique, et de l'action en justice, nous créons des solutions percutantes à certains des problèmes les plus critiques auxquels nous sommes confrontés comme une communauté mondiale.».

### Poursuites contre le changement climatique
En 2015, Martinez et 21 autres jeunes lancent un procès, Juliana et al. c. États-Unis et al, contre le gouvernement fédéral américain. Ils allèguent que le gouvernement fédéral, en ignorant les changements climatiques, nie leur droit constitutionnel à la vie, à la liberté, et à la propriété. Aussi, comme les plaignants, ils incluent des parties de l'industrie des combustibles fossiles comme défendeurs dans le procès, mais lesdites parties sont écartées en tant que défendeurs au cours de la procédure préliminaire. Les demandeurs sont âgés de 9 à 20 ans, et dix de ces enfants sont d'origine noire ou autochtone. Le procès débute alors qu'Obama est encore en fonction, mais en 2017.
En 2018, lui et 13 autres jeunes intentent une autre action en justice, Martinez c. Colorado Oil and Gas Conservation Commission, cette contre le gouvernement de l'état du Colorado, dans lequel Martinez est le principal demandeur. Le 14 janvier 2019, ce procès est rejeté par le juge Michael Scott de la Cour supérieure du comté de King, avec la mise en garde que le plaignant et toutes les autres entreprises faisant la même métier (le développement et production des combustibles fossiles) respectent la loi et son intention, comme exposé dans le Colorado Oil and Gas Conservation Act (COGCA), qui stipule que la Commission est tenue «(1) d'encourager le développement des ressources pétrolières et gazières, protégeant et faisant respecter les droits des propriétaires et des producteurs, et (2) en ce faisant, de prévenir et atténuer les impacts environnementaux négatifs importants dans la mesure nécessaire pour protéger la santé, la sécurité et le bien-être publics, mais seulement après avoir pris en considération le coût-efficacité et la faisabilité technique». 
La sous-section 2 de la COGCA est considérée une cible possible pour des futurs procès et changements législatifs, si les coûts de production locaux dépassent les coûts régionaux, ou si la volonté publique se détournerait du développement et de la production de combustibles fossiles locaux. Ces facteurs sont surveillés par des laboratoires d'idées et des groupes de surveillance de l'industrie et de l'environnement pour les prochaines étapes des défis juridiques dans l'état du Colorado .
Remezcla classe Martinez dans sa liste des «30 Latinx qui ont un impact dans leurs communautés en 2018» en décembre 2018.

### Appuis politiques
En avril 2019, Martinez écrit un éditorial dans Teen Vogue qui soutient Bernie Sanders à la présidence, déclarant : « Je crois que Bernie Sanders ait notre dos ([il] ait notre dos » (anglais : [he] has our back) est une expression idiomatique anglais ; c'est-à-dire « [il] nous soutienne ») sur le changement climatique" . En décembre 2018, Martinez parle avec Sanders dans un événement de la mairie, appelé «Résoudre la Crise Climatique» .

## Récompenses
En 2013, Martinez reçoit le Prix 2013 du président pour service bénévole du président Barack Obama .
En 2017, il est sur la «liste des 25 moins de 25 ans» des jeunes qui changeraient le monde de Rolling Stone.
En 2018, il reçoit le prix du changement de la génération aux MTV Europe Music Awards .

## Livres
- Frontières imaginaires (Penguin Workshop Pocket Change Collective 2020)
- We Rise: The Earth Guardians Guide to Building a Movement that Restores the Planet (Rodale Books 2017)

## Films
En 2020, il apparaît dans le documentaire anglais Youth v Gov, qui traite de l'affaire Juliana et al. c. États-Unis et al.
En 2021, il est un des 7 activistes adolescents dans le film français Bigger Than Us (2021).